# Александар Бонсаксен
Александар Бонсаксен (норв. Alexander Bonsaksen — Осло, 24. јануар 1987) професионални је норвешки хокејаш на леду који игра на позицијама одбрамбеног играча.
Члан је сениорске репрезентације Норвешке за коју је на међународној сцени дебитовао на светском првенству 2009. године. Два пута је учествовао на олимпијским играма као члан норвешког олимпијског тима, на ЗОИ 2010. у Ванкуверу и ЗОИ 2014. у Сочију. 
Троструки је првак Норвешке са Волеренгом и двоструки шампион Финске са Тапаром. 